# 野村俊巳
野村 俊巳（のむら としみ、1959年（昭和34年）9月30日-）は日本の実業家、銀行家。ふくおかフィナンシャルグループの執行役員で、その子銀行である熊本銀行の代表取締役頭取。

## 経歴・人物
熊本県出身で九州東海大学工学部卒。。1982年に熊本相互銀行（現在の熊本銀行）に入行し、法人推進部長や花畑支店長、営業推進部長、市場営業室長を歴任。2011年に熊本銀行の執行役員、2013年に同行の取締役常務執行役員に就任している。
2016年に親会社である、ふくおかフィナンシャルグループの執行役員を兼任し、2019年4月に竹下英の後任として熊本銀行の代表取締役頭取に就任した。